# SN 1999go
SN 1999go – supernowa typu II odkryta 23 grudnia 1999 roku w galaktyce NGC 1376. W momencie odkrycia miała maksymalną jasność 15,50m.